# Merluccius albidus
Merluccius albidus — вид тріскоподібних риб родини хекових (Merlucciidae).

## Поширення
Вид поширений на заході Атлантики у шельфових водах від узбережжя Нової Англії до Французької Гвіани.

## Опис
Риба може виростати до 70 см завдовжки та важити до 4 кг.